# 부천 FC 1995 R
부천 FC 1995 R(Bucheon Football Club 1995 Reserves)은 대한민국 경기도 부천시에 있었던 축구 선수단이다. 부천에프씨1995가 운영했던 남자 U-23 축구단이며, 2016년에 창단되었고 2019년에 해단되었다.

## 참고 문헌
- “스포츠지원포털 등록 현황”. 대한체육회.
- “KFA 통합경기정보 시스템”. 대한축구협회.
- “K리그 데이터 포털”. 한국프로축구연맹.

## 같이 보기
- 부천 FC 1995